# Parametriocnemus scotti
Parametriocnemus scotti är en tvåvingeart som först beskrevs av Freeman 1953.  Parametriocnemus scotti ingår i släktet Parametriocnemus och familjen fjädermyggor. Inga underarter finns listade i Catalogue of Life.